# 格倫納萬足球俱樂部
格倫納萬足球俱樂部（Glenavon F.C.）是北愛爾蘭的一家足球俱樂部，參加北愛爾蘭足球超級聯賽的賽事。格倫納萬足球俱樂部曾經三次獲得北愛爾蘭足球超級聯賽的冠軍。

## 歷史
基拿雲是首支贏得愛爾蘭聯賽冠軍的省級球會（1951-52年），也是首支完成聯賽和盃賽雙料冠軍的省級球會（1956-57年），也使他們成為第一支北愛爾蘭球隊參加歐洲冠軍杯。基拿雲歷年來擁有許多才華橫溢和著名的球員，其中最著名的要數威爾伯·庫什（Wilbur Cush）和吉米·瓊斯（Jimmy Jones），他們在五十年代的"輝煌時期"中表現卓越。
基拿雲在整個1990年代取得了良好成績，在聯賽中始終保持良好的排名，並贏得數個杯賽，包括1991-1992和1996-1997賽季的愛爾蘭盃冠軍，並在1995-1996和1997-1998賽季的盃賽中分別與格伦杜兰爭奪亞軍。基拿雲在2000年代初經歷了相對較差的時期，在2003-2004賽季的愛爾蘭聯賽中降級至次級聯賽；儘管他們在下一個賽季升級，但基拿雲在接下來的幾年仍然努力在聯賽中擺脫墊底的困境，經歷特里·科克蘭（Terry Cochrane）、斯蒂芬·麥克布賴德（Stephen McBride）和馬蒂·奎因（Marty Quinn）等幾位主教練的更替。斯蒂芬·麥克布賴德是前北愛爾蘭足球代表隊成員，也是1980年代和1990年代廣受歡迎的基拿雲球員，但他在擔任主教練的職位只持續了七個月，基拿雲在聯賽墊底時被解除教練職務。 
在2013至2014賽季，基拿雲展現了出色的表現不僅在聯賽中排名前六，還在同一賽季的愛爾蘭盃中奪冠，決賽中他們以2比1的比分戰勝巴利米納聯；在2014至2015年賽季對他們雖然他們在愛爾蘭盃的征程中未能走遠，但是連續七場的勝利，最終以聯賽第三名的身份獲得了參加歐洲比賽的資格。到了2015至2016年賽季，盧爾根藍軍再次證明自己的實力，他們在聯賽倒數第二輪以69分的總積分再次獲得第三名，並因此獲得了歐洲比賽的資格，他們的輝煌成就不止於此，球隊在三年內第二次奪得愛爾蘭盃冠軍，以2比0擊敗由大衛·希利執教的連菲特。然而，基拿雲在2016-2017賽季儘管簽下了前凱爾特人邊鋒帕迪·麥考特（Paddy McCourt），但球隊在表現上遇到了困難，只能在聯賽中獲得令人失望的第六名。儘管球隊在中烏斯特地區杯、聯賽杯和愛爾蘭杯中均闖入半決賽，但分別被沃倫波因特鎮、卡里克流浪者和科勒恩擊敗。基拿雲還在歐洲聯賽附加賽決賽中痛苦地輸給巴利米納聯，從而錯失了連續四年的歐洲資格。
儘管未能獲得歐洲賽資格並且在2017-2018賽季開始時球隊出現大規模球員流失，但通過簽下薩米·克林甘（Sammy Clingan）和安德魯·米切爾（Andrew Mitchell），以及鮑比·伯恩斯（Bobby Burns）的崛起，基拿雲的戰績出現復甦，再次獲得第三名並獲得歐洲資格。 然而球隊只獲得中烏斯特地區杯，而在聯賽杯和愛爾蘭杯中則分別被阿茲和Loughgall擊敗，無緣冠軍。
在2018-2019賽季，基拿雲創造了俱樂部歷史上的最高積分紀錄達到了70分，但在重要杯賽中表現令人失望，分別在聯賽杯和愛爾蘭杯中被德格維尤（Dergview） 和鄧岡農快速（Dungannon Swifts）擊敗。 盧爾根藍軍以4-3擊敗沃倫波因特鎮（Warrenpoint Town）成功衛冕了中烏斯特地區盃。 儘管再次獲得第三名，基拿雲在歐洲聯賽附加賽半決賽中以2-4輸給格倫杜蘭，未能獲得下個賽季的歐洲賽資格 。

## 榮譽
- 北愛爾蘭超級足球聯賽: 3
  - 1951–52，1956–57，1959–60
- 愛爾蘭盃: 7
  - 1956–57, 1958–59, 1960–61, 1991–92, 1996–97, 2013–14, 2015–16
- 北愛爾蘭聯賽盃: 1
  - 1989–90
- 北愛爾蘭城市盃（英语：City Cup (Northern Ireland)）: 5
  - 1920–21, 1954–55, 1955–56, 1960–61, 1965–66
- 北愛爾蘭金盃（英语：Gold Cup (Northern Ireland)）: 4
  - 1954–55, 1956–57, 1990–91, 1997–98
- 阿爾斯特盃（英语：Ulster Cup）: 3
  - 1954–55, 1958–59, 1962–63
- 泛光燈盃（英语：Floodlit Cup (Northern Ireland)）: 2
  - 1988–89, 1996–97
- 安特里姆郡盾牌（英语：County Antrim Shield）: 2
  - 1990–91, 1995–96
- 中阿爾斯特盃（英语：Mid-Ulster Cup）: 27
  - 1897–98, 1901–02, 1904–05, 1906–07, 1908–09, 1910–11, 1924–25, 1925–26, 1930–31, 1932–33, 1937–38, 1947–48†, 1957–58†, 1965–66†, 1971–72†, 1976–77†, 1983–84, 1985–86, 1988–89, 1990–91, 1998–99, 2004–05, 2009–10, 2010–11, 2017–18, 2018–19, 2020–21
- 愛爾蘭南北盃: 1
  - 1961–62
- 北愛爾蘭慈善盾: 2
  - 1992 (共同), 2016

† 格倫納萬後備隊獲勝

## 外部連結
- 官方網址 （页面存档备份，存于）